# Kathryn Findlay
Kathryn Findlay   (Forfar, 26 de gener de 1953 - Londres, 10 de gener de 2014) fou una arquitecta britànica, nascuda a Escòcia, qui va passar vint anys treballant al Japó. Va formar l'estudi d'arquitectura Ushida Findlay amb el seu marit el 1986. El 1999 va retornar al Regne Unit on hi havia format una nova empresa d'arquitectura.
Findlay es graduà per l'Associació Arquitectònica de Londres el 1979. Va estar Professora Associada d'Arquitectura a Universitat de Tòquio, Professora Visitant a la Universitat Tècnica de Viena i UCLA, i Professora Honorària a la Universitat de Dundee.
Els treballs d'Ushida Findlay en estat descrits com neo-expressionistes, orgànics modernistes i surrealistes. La seva obra definitòria és la Soft and Hairy House, què va construir el 1994 a Tsukuba, Japó. El jardí del sostre era comestible, envoltant un pati amb un bany què es projectava a l'espai.
Findlay morí el gener 2014 a causa d'un tumor cerebral. La notícia de la seva mort va coincidir amb l'anunci de que havia guanyat el Premi Jane Drew de 2014 per la seva "contribució excepcional a l'estat de dones dins arquitectura".